# Мэтьюс, Эдриан
Эдриан Мэтьюс (англ. Adrian Mathews; род. 1957, Лондон, Великобритания) — английский писатель, автор исторических детективов, литературный агент.

## Биография
Эдриан Мэтьюс — старший из четырёх детей в семье британца и чешки.
Изучал английскую литературу в Кембриджском университете.
В разное время работал продавцом в строительном магазине, фермером, журналистом.
С 1998 года живёт во Франции. Преподавал во французских университетах, был советником в Центре стратегического анализа при офисе премьер-министра Франции, работал переводчиком, актером дубляжа, старшим редактором международной инициативы по продвижению инноваций в образовании. Долгое время преподавал в Лондонском университете Парижа (University of London Institute in Paris), пока полностью не посвятил себя писательству. Также является литературным агентом для многих британских писателей.

## Творчество
Эдриан Мэтьюс — победитель Национального конкурса поэзии Великобритании (UK National Poetry Competition). Его стихотворения печатались в различных изданиях. Известен как автор коротких рассказов, которые оценил кумир самого Мэтьюса — писатель Лори Ли.
В 1992 году во Франции вышла в свет первая книга Эдриана Мэтьюса «Romantics and Victorians», посвященная английской литературе XIX века.
В 1996 был опубликован первый роман писателя «The Hat of Victor Noir», действие которого разворачивается вокруг парижского кладбища Пер-Лашез.
Второй роман писателя «Vienna Blood», опубликованный в 1998 году, получил второе место и премию Silver Dagger Award, присуждаемую Ассоциацией писателей-криминалистов.
В 2005 году со своим третьим романом «The Apothecary’s House» Эдриан Мэтьюс стал лауреатом премии Steel Dagger Award 2005.
Книги Эдриана Мэтьюса переведены на 8 языков. Детектив «The Apothecary’s House» (рус. «Дом аптекаря»)переведен на русский язык Сергеем Самуйловым.

## Семья
Жена — Жеральдина, дочь Лиззи. Семья живёт попеременно в Париже и Турени. Интересы писателя включают фотографию, кино, чтение, живопись и пеший туризм.